# Astaena tenellula
Astaena tenellula är en skalbaggsart som beskrevs av Moser 1918. Astaena tenellula ingår i släktet Astaena och familjen Melolonthidae. Inga underarter finns listade.